# Tullbergia mediantarctica
Espèce
Tullbergia mediantarctica est une espèce de collemboles, de la famille des Tullbergiidae (sous-famille des Tullbergiinae). Elle est endémique de l'Antarctique, voire d'une zone très étroite des monts Transantarctiques.

## Découverte et redécouverte
Le collembole Tullbergia mediantarctica a été découvert en 1964 par l'entomologiste Keith Wise (d), dans les monts Transantarctiques.
Malgré plusieurs campagnes de collecte d'échantillons menées à partir de 2006 par Ian Hogg et Byron Adams, cette espèce n'a été retrouvée qu'en 2018, sur une pente d'éboulis du mont Speed (en) tout à côté du glacier Shackleton et sans doute, d'après la description originale, sur le site même de la découverte. Des Tullbergia mediantarctica ont alors été trouvés sous les pierres de trois autres pentes le long de l'extrémité inférieure du glacier.

## Biologie
Ces collemboles se nourrissent probablement de bactéries et de champignons microscopiques. Ils sont inféodés à ces zones étroites (guère plus grandes qu'un terrain de basket) où on les a trouvés : exposés plus d'une minute à l'air sec ils se ratatinent et meurent ; dans la glace quelques dizaines de mètres plus bas, ils ne peuvent pas s'enterrer, se nourrir ou se déplacer ; quelques dizaines de mètres plus haut, les pierres sont couvertes de sel riche en nitrates et perchlorates toxiques, d'origine atmosphérique (et non lessivés par les pluies, quasi absentes).

## Origine évolutive
En 2005, l'étude génétique de plusieurs espèces de collemboles antarctiques a révélé qu'elles ont divergé d'espèces semblables d'Australie, de Nouvelle-Zélande et de Patagonie il y a au moins 10–20 millions d'années (Ma), alors qu'on pensait auparavant que les espèces animales n'avaient jamais survécu aux glaciations du continent et que les espèces actuelles ne pouvaient dater que de la fin de la dernière, il y a environ 20 000 ans. Pour des diptères chironomes vivant en Antarctique et en Patagonie, la séparation daterait même, sur la base de l'horloge moléculaire, de 68 Ma.
Il semble donc que, malgré un milieu de vie très contraint, Tullbergia mediantarctica a survécu aux 38 périodes glaciaires des cinq derniers millions d'années. En fait les zones dépourvues de glace (et nettoyées des dépôts toxiques par des films d'eau de fonte) ont pu se maintenir pendant les glaciations, se déplaçant seulement vers le haut puis vers le bas de quelques mètres.
En 2019, l'étude des séquences de gènes des individus récoltés sur les quatre sites a montré qu'elles sont pratiquement identiques, ce qui montre que l'espèce est quand même passée par un goulot d'étranglement, et a frôlé l'extinction.

## Publication originale
- (en) Keith Wise, 1967 : « Collembola (Springtails) » in Gressitt, J.L. (ed.) « Entomology of Antarctica ». Antarctic Research Series, vol. 10, p. 123–148 (lire en ligne).